# Jan de Vries (filologo)
Jan Pieter Marie Laurens de Vries (Amsterdam, 11 febbraio 1890 – Utrecht, 23 luglio 1964) è stato un filologo, lessicografo, storico delle religioni, antropologo, insegnante e traduttore olandese, studioso delle lingue e della mitologia delle popolazioni germaniche.
Tra le sue principali pubblicazioni, figurano l'Altgermanische Religionsgeschichte  (in due volumi, 1935-1937), l'Altnordische Literaturgeschichte (in due volumi, 1941-1942), Die geistige Welt der Germanen (1943), l'Altnordisches etymologisches Wörterbuch (1961), il Nederlands Etymologisch Woordenboek (1965), ecc.

## Biografia
Jan Pieter Marie Laurens de Vries nacque ad Amsterdam l'11 febbraio 1890. Era figlio di Laurens de Vries, di professione insegnante, e di Antonietta Christina Vermast.
Nel 1909 iniziò gli studi di germanistica all'università della sua città natale. Si laureò nel 1915 discutendo con il Prof. R.C. Boer una tesi sulle ballate faroensi, intitolata appunto Studiën over Færösche Balladen.
Sempre nello stesso anno, il 19 ottobre, si sposò con Maria Machteld Vogel, dalla quale avrebbe poi avuto tre figli, un maschio e due femmine.
In seguito, la sua attività di studioso conobbe un periodo di interruzione, coinciso con lo scoppio della prima guerra mondiale, periodo che, essendo mobilitato come la maggior parte dei suoi coetanei, trascorse quasi interamente in guarnigione in Brabante.
Terminata la guerra, ottenne nel 1919 un impiego come insegnante ad Arnhem. Lì entrò a far parte di un circolo che comprendeva, tra gli altri, Jan Greshoff, Albert Besnard e Bernard Verhoeven e il fascista italiano Giacomino Antonini.
L'anno seguente, ottenne una borsa di studio di quattro mesi ad Oslo.
Nel 1926 divenne docente di gotico, anglosassone, grammatica comparata delle lingue indoeuropee e filologia e letteratura delle lingue germaniche antiche presso l'Università di Leida.
Tra il 1935 e il 1937, pubblicò una delle sue opere maggiori, l'Altgermanische Religionsgeschichte (1935-1937), un testo in lingua tedesca in due volumi sulle antiche religioni germaniche, che fece di lui uno dei maggiori studiosi del settore. Seguirono pubblicazioni quali De Germaansche oudheid (1930).
Nel corso della seconda guerra mondiale dichiarò le proprie simpatie per gli invasori tedeschi e divenne membro delle SS olandesi. 
Così, mentre la guerra stava per finire, nel settembre 1944 fu costretto a fuggire con la sua famiglia in Germania, segnatamente a Lipsia; fu però in seguito arrestato e rinchiuso in carcere, dove fu detenuto tra il 1946 e il 1948. Le sue simpatie per il nazismo gli costarono nel febbraio 1946 anche la perdita del suo posto di insegnante accademico all'Università di Leida.
Terminata la detenzione, nel 1948 ottenne un impiego come insegnante ad Oostburg, dove esercitò fino al 1955. In seguito, a partire dal 1957, si trasferì ad Utrecht.
Nel 1961, pubblicò l'Altnordisches etymologisches Wörterbuch, il dizionario etimologico dell'antico nordico, un'opera la cui stesura era durata diversi anni.
Morì ad Utrecht il 23 luglio 1964.

## Pubblicazioni (lista parziale)[1][2]
- Studiën over Færösche Balladen, Amsterdam 1915; Heidelberg 1922. (tesi di laurea)
- De Wikingen in de lage landen bij de zee, Haarlem 1923.
- Henrik Ibsen, Zes Voordrachten, Maastricht 1924.
- Het Sprookje. Opstellen, Zutphen 1929.
- De Germaansche Oudheid, Haarlem 1930. (in seguito pubblicato come: De Germanen. Haarlem 1941.)
- Contributions to the study of Othin especially in his relation to agricultural practices in modern popular lore. FFC 94. Helsinki 1931.
- The problem of Loki. FFC 110, Helsinki 1933.
- Altgermanische Religionsgeschichte I. (Grundriß der german. Philol. 12,1), Berlin-Leipzig 1935 (2e ed. 1956).
- Wulfilae Codices Ambrosiani Rescripti, Epistularum Evangelicarum Textum Goticum Exhibentes. Phototypice editi et prooemio instructi a Jano de Vries. Bibliothecae Ambrosianae Codices quam simillime expressi. Turijn 1936. (3 dln.)
- Altgermanische Religionsgeschichte II. (Grundriß der german. Philol. 12,2), Berlin-Leipzig 1937 (2e ed. 1957).
- Edda, trad. ol., Amsterdam 1938. (1942, 1943, 1944, 1952, 1978, 1980, 1988).
- De Wetenschap der Volkskunde. (Hoekstenen onzer Volkskultuur 1). Amsterdam 1941.
- Altnordische Literaturgeschichte I. (Grundriß der german. Philol. 15), Berlin-Leipzig 1941 (2e ed. 1964).
- Altnordische Literaturgeschichte II. (Grundriß der german. Philol. 16). Berlin 1942 (2e herz. ed. 1967).
- Die geistige Welt der Germanen. Halle a.d. Saale 1943. (2e ed. 1945, 3e ed. Darmstadt 1964).
- De Goden der Germanen. Amsterdam 1944.
- Het Nibelungenlied, I Sigfried, de held van Nederland, II Kriemhilds wraak. Antwerpen 1954.
- Etymologisch Woordenboek. Waar komen onze woorden en plaatsnamen vandaan? Utrecht-Antwerpen 1958, herz. 2e ed. 1959, 11e ed. (con Piet Tummers) 1976, 23e ed. 2004.
- Heldenlied en heldensage. Utrecht-Antwerpen, 1959. (trad. ingl.: Heroic Song and Heroic Legend, Oxford 1963.)
- Kelten und Germanen. (Bibliotheca Germanica 9). Bern 1960.
- Altnordisches etymologisches Wörterbuch. Leiden 1961 (2e ed. 1963).
- Keltische Religion. (Die Religionen der Menschheit 18). Stuttgart 1961.
- Godsdienstgeschiedenis in vogelvlucht. Utrecht-Antwerpen 1961.
- Forschungsgeschichte der Mythologie. (Orbis Academicus I, 7). Freiburg 1961.
- Woordenboek der Noord- en Zuid-Nederlandse plaatsnamen. Utrecht-Antwerpen 1962.
- Nederlands etymologisch woordenboek (Leiden, 1965)